# Tyranny of Souls
Tyranny of Souls è il sesto album in studio del cantante britannico Bruce Dickinson, pubblicato nel 2005 dalla Mayan Records/Sanctuary Records.

## Il disco
L'album esce nei negozi quando il cantante ha da poco terminato con il resto degli Iron Maiden il tour seguito all'album Dance of Death e ci presenta un Bruce Dickinson profondamente diverso da quello appena ascoltato con i Maiden: si ritorna alle sonorità pesanti ed oscure che avevano fatto la fortuna di Accident of Birth e, soprattutto, di The Chemical Wedding, con musiche immediate ed epiche, con testi duri e cupi.
L'album è stato scritto in coppia con il fedele chitarrista Roy Z che ha inciso le canzoni suonando tutte le parti di chitarra (ed alcune di basso), mandandole a Dickinson mentre lui era in tour e aspettando che poi il cantante scrivesse i testi e le melodie.

## I brani
La prima traccia, Mars Within, è un'introduzione cupa e apocalittica che prepara all'ascolto della seconda canzone, Abduction, con la quale condivide il tema dell'arrivo degli alieni. Mars Within recita infatti: Il genere umano ritorna alle stelle, ma a volte le stelle tornano al genere umano. 
Abduction (il rapimento da parte degli alieni) rappresenta bene il disco, compreso un breve passaggio col doppio pedale alla batteria (il pezzo di congiunzione tra prima e seconda strofa): al ritornello si affiancano strofe dal testo e dalla musica coinvolgenti ed il chitarrista Roy Z si propone con un assolo velocissimo.
Subito dopo subentra il riff iniziale di Soul Intruders, anche questa canzone verte sul tema degli alieni: doppio pedale, doppia plettrata alla chitarra: anche in questa traccia, al ritornello Roy Z aggiunge un assolo di chitarra.
Kill Devil Hill, ispirata al primo volo dei fratelli Wright sull'omonima collina negli USA, ha all'interno di sé due anime diverse.
La malinconia e serietà del tema delle strofe, contrapposta alla potenza ed immediatezza del ritornello; Kill Devil Hill è forse la canzone di più difficile interpretazione vocale nel disco (insieme alle due che la precedono). E finisce sulle romantiche note di un pianoforte che sviluppano un outro sul tema iniziale.
Navigate the Seas of the Sun, completamente acustica, è ispirata dalle teorie di Erich Von Däniken che trattano la presenza extraterrestre sulla Terra nell'antichità e le conseguenze di ciò nel futuro.
River of No Return invece introduce il tema dell'Inferno, tramite il riferimento al "fiume del non ritorno", che precede per l'appunto gli inferi. La voce bassa di Bruce Dickinson nelle strofe e potente durante il ritornello, conferisce alla canzone un ottimo effetto.
È allora il turno dell'heavy metal più immediato e forse più maideniano del CD: Power of the Sun, ispirata all'importanza delle tecnologie per l'uomo moderno, ha dei chiarissimi riff ed un ritmo sostenuto e coinvolgente.
Arriva la volta dell'hard rock, che spezza improvvisamente le atmosfere incombenti fino a quel punto: l'ottava traccia è Devil On a Hog, con la quale Dickinson sbeffeggia il diavolo, mettendolo su una Harley Davidson in cerca di "puledre": il coro del ritornello è caratterizzato da un'insolita melodia tanto aggressiva quanto melanconica ed intensa.
La traccia seguente, BeliEvil (parola nata dalla fusione di "believe" ed "evil"), descrive la condizione dei dannati all'inferno.
Sebbene neanche la decima canzone esuli da questa eccessiva drammaticità, sia musicale che argomentativa, la title track risolleva il tono dell'album: alla prima strofa, nebbiosa e lenta, segue un ritornello energico in cui Bruce sfodera le sue doti vocali. L'intermezzo che precede l'assolo è intriso di chitarre distorte con effetti particolari.
Nell'ultima traccia Bruce Dickinson tiene a lungo l'ultima nota della canzone, caratteristica già nota ai fan degli Iron Maiden.
Nell'edizione giapponese dell'album è presente come traccia 11 la canzone Eternal.

## Formazione
- Bruce Dickinson - voce
- Roy Z - chitarra, basso in Power of the Sun, BeliEvil e nella traccia Bonus giapponese Eternal
- Ray "Geezer" Burke - basso in Mars Within, Kill Devil Hill, Navigate the Seas of the Sun, River of No Return, Devil on a Hog e A Tyranny of Souls
- Juan Perez - basso in Abduction e Soul Intruders
- David Moreno - batteria
- Mistheria - tastiere

## Tracce
Testi di Bruce Dickinson, musiche di Roy Z.
1. Mars Within – 1:41
2. Abduction – 3:52
3. Soul Intruders – 3:54
4. Kill Devil Hill – 5:09
5. Navigate the Seas of the Sun – 5:53
6. River of No Return – 5:15
7. Power of the Sun – 3:31
8. Devil On a Hog – 4:03
9. Believil – 4:52
10. Tyranny of Souls – 5:54
11. Eternal – 5:59 – bonus track dell'edizione giapponese

## Singoli
- Abduction

## Video
- Abduction